# Campeonato de Irlanda de Rugby 2019-20
El Campeonato de Rugby de Irlanda (oficialmente All-Ireland League) de 2019-20 fue la trigésima edición del principal torneo de rugby de la Isla de Irlanda, el torneo que agrupa a equipos tanto de la República de Irlanda como los de Irlanda del Norte.
El torneo fue cancelado debido a la Pandemia de COVID-19 en Irlanda el 7 de marzo de 2020 declarándose desierto el campeón del torneo.

## Sistema de disputa
Cada equipo disputó encuentros frente a cada uno de los rivales de local y de visita, totalizando 18 partidos cada uno.
Luego de la fase regular los cuatro mejores clasificados disputaran una semifinal enfrentándose el primer clasificado frente al cuarto y el segundo frente al tercero.
El equipo que al terminar en el último puesto desciende directamente a la segunda división, mientras que el penúltimo disputará la promoción frente al subcampeón de la segunda división.
Puntuación
Para ordenar a los equipos en la tabla de posiciones se los puntuará según los resultados obtenidos.
- 4 puntos por victoria.
- 2 puntos por empate.
- 0 puntos por derrota.
- 1 punto bonus por ganar haciendo 3 o más tries que el rival.
- 1 punto bonus por perder por siete o menos puntos de diferencia.

## Clasificación
| Pos. | Equipo            | Encuentros | Encuentros | Encuentros | Encuentros | Tantos | Tantos | Tantos | PB | PB | Puntos |
| Pos. | Equipo            | PJ         | PG         | PE         | PP         | F      | C      | Dif    | BO | BD | Puntos |
| ---- | ----------------- | ---------- | ---------- | ---------- | ---------- | ------ | ------ | ------ | -- | -- | ------ |
| 1.º  | Cork Constitution | 14         | 14         | 0          | 0          | 321    | 182    | +139   | 5  | 0  | 61     |
| 2.º  | Garryowen         | 14         | 10         | 0          | 4          | 292    | 200    | +92    | 6  | 3  | 49     |
| 3.º  | UCD               | 14         | 9          | 1          | 4          | 268    | 317    | -49    | 5  | 1  | 44     |
| 4.º  | Lansdowne         | 14         | 8          | 0          | 6          | 271    | 251    | +20    | 2  | 5  | 39     |
| 5.º  | Young Munster     | 14         | 7          | 1          | 6          | 232    | 224    | +8     | 3  | 5  | 38     |
| 6.º  | Clontarf          | 14         | 5          | 0          | 9          | 311    | 293    | +18    | 4  | 5  | 32     |
| 7.º  | Terenure College  | 14         | 6          | 0          | 8          | 242    | 273    | -31    | 2  | 5  | 31     |
| 8.º  | Dublin University | 14         | 4          | 0          | 10         | 306    | 375    | -69    | 4  | 3  | 23     |
| 9.º  | UCC               | 14         | 3          | 0          | 11         | 224    | 242    | -18    | 2  | 7  | 21     |
| 10.º | Ballynahinch      | 14         | 3          | 0          | 11         | 261    | 369    | -108   | 4  | 4  | 20     |